# Obszar zdegradowany

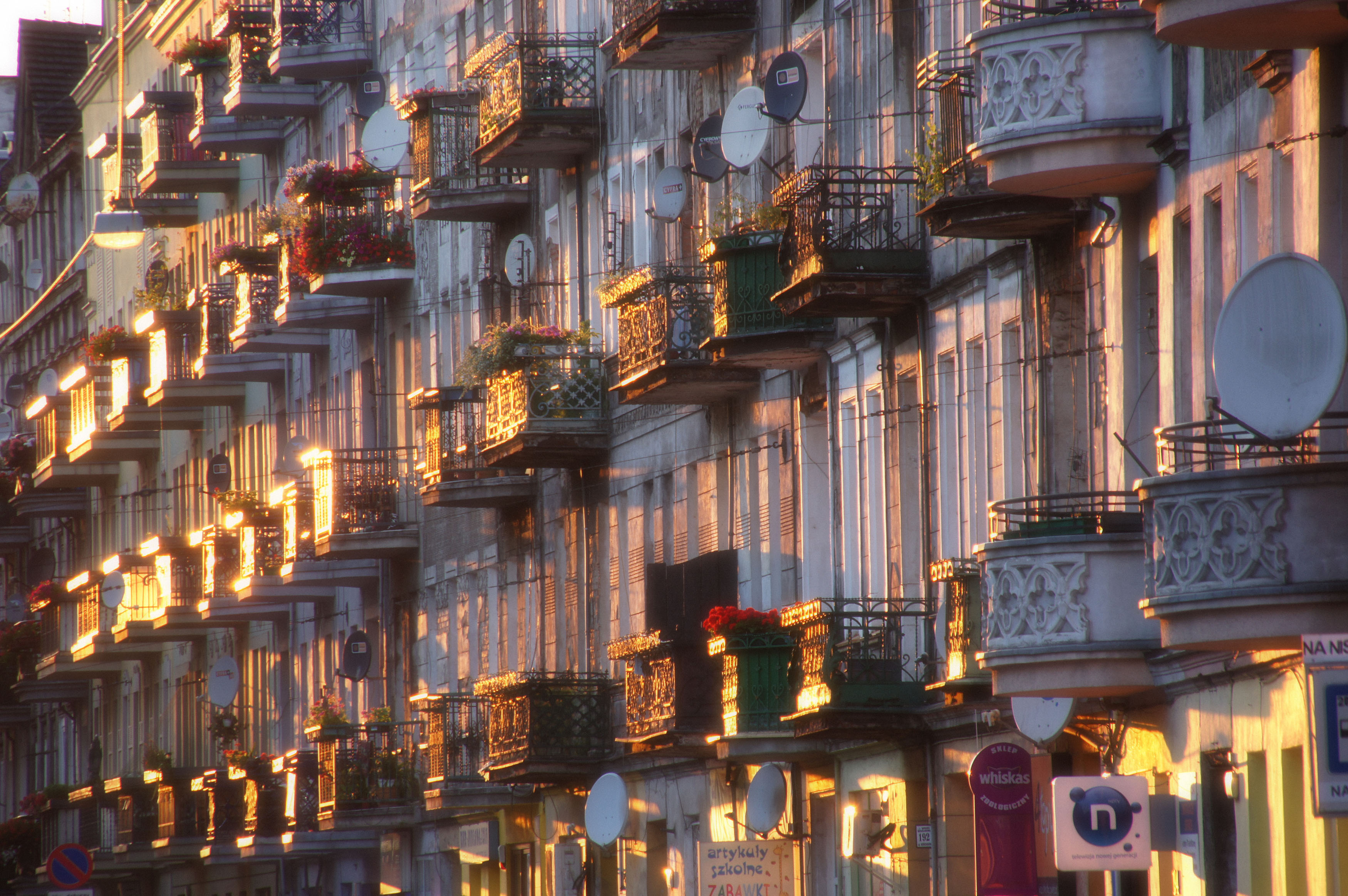
Przedmieście Oławskie (Wrocław)

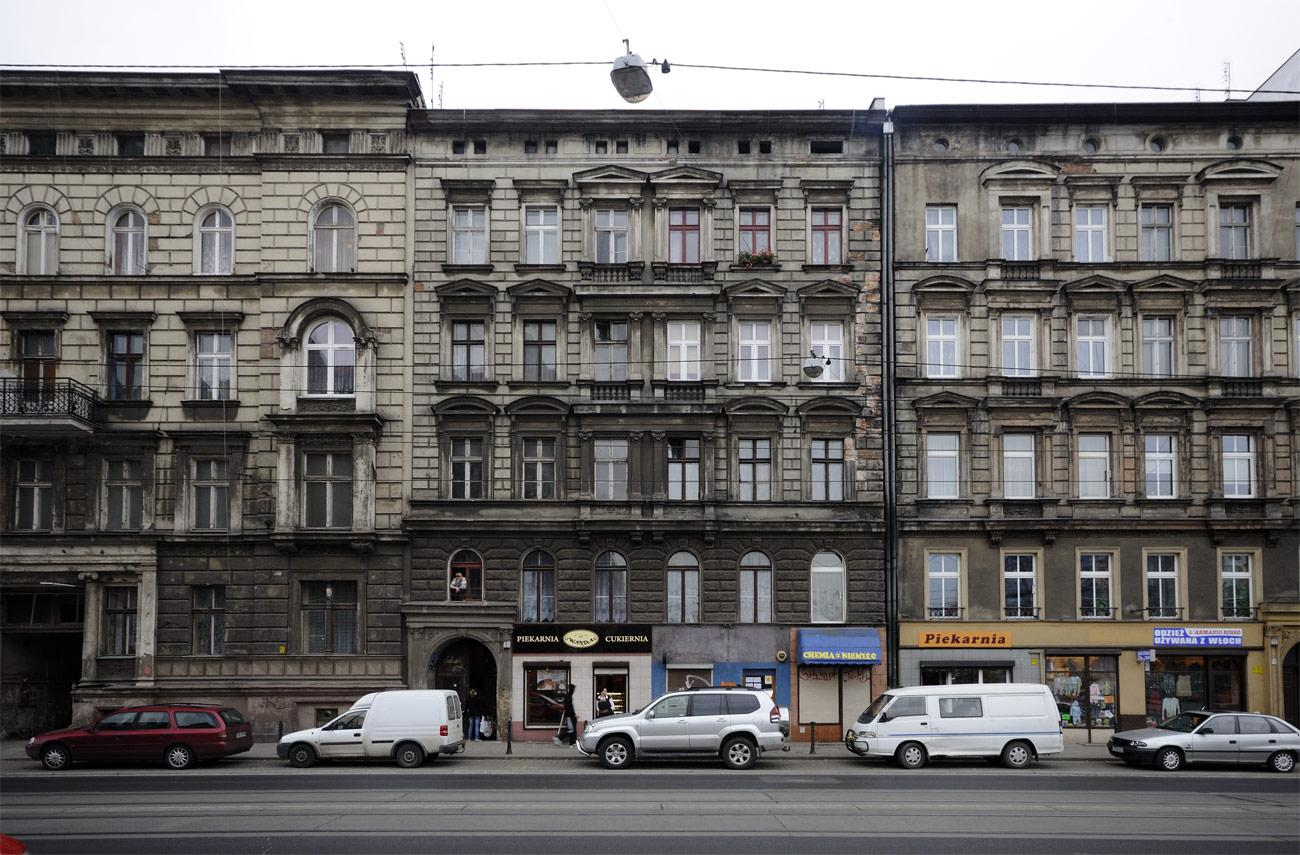
Przedmieście Oławskie (Wrocław)

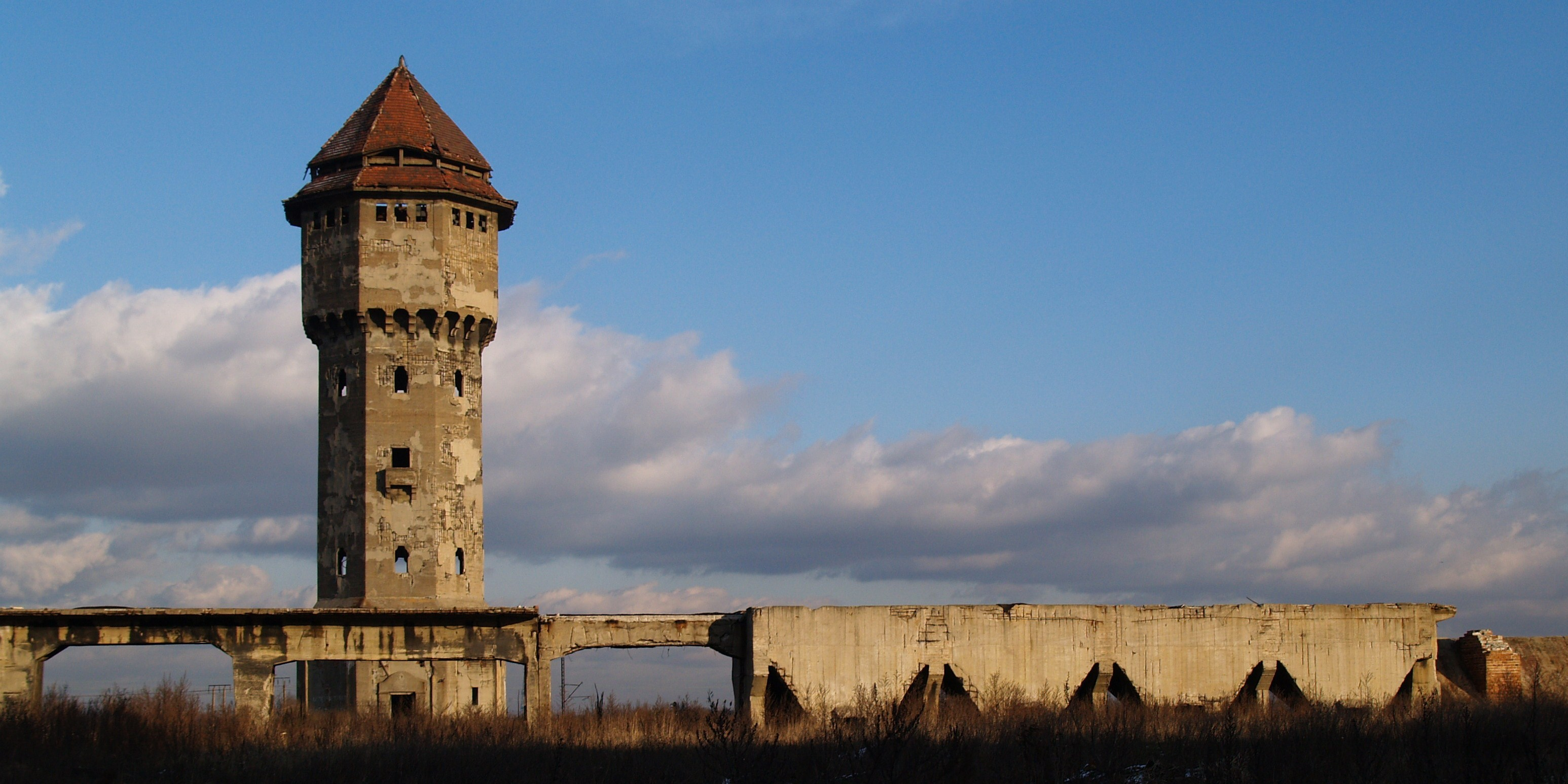
Szopienice-Burowiec (Katowice)

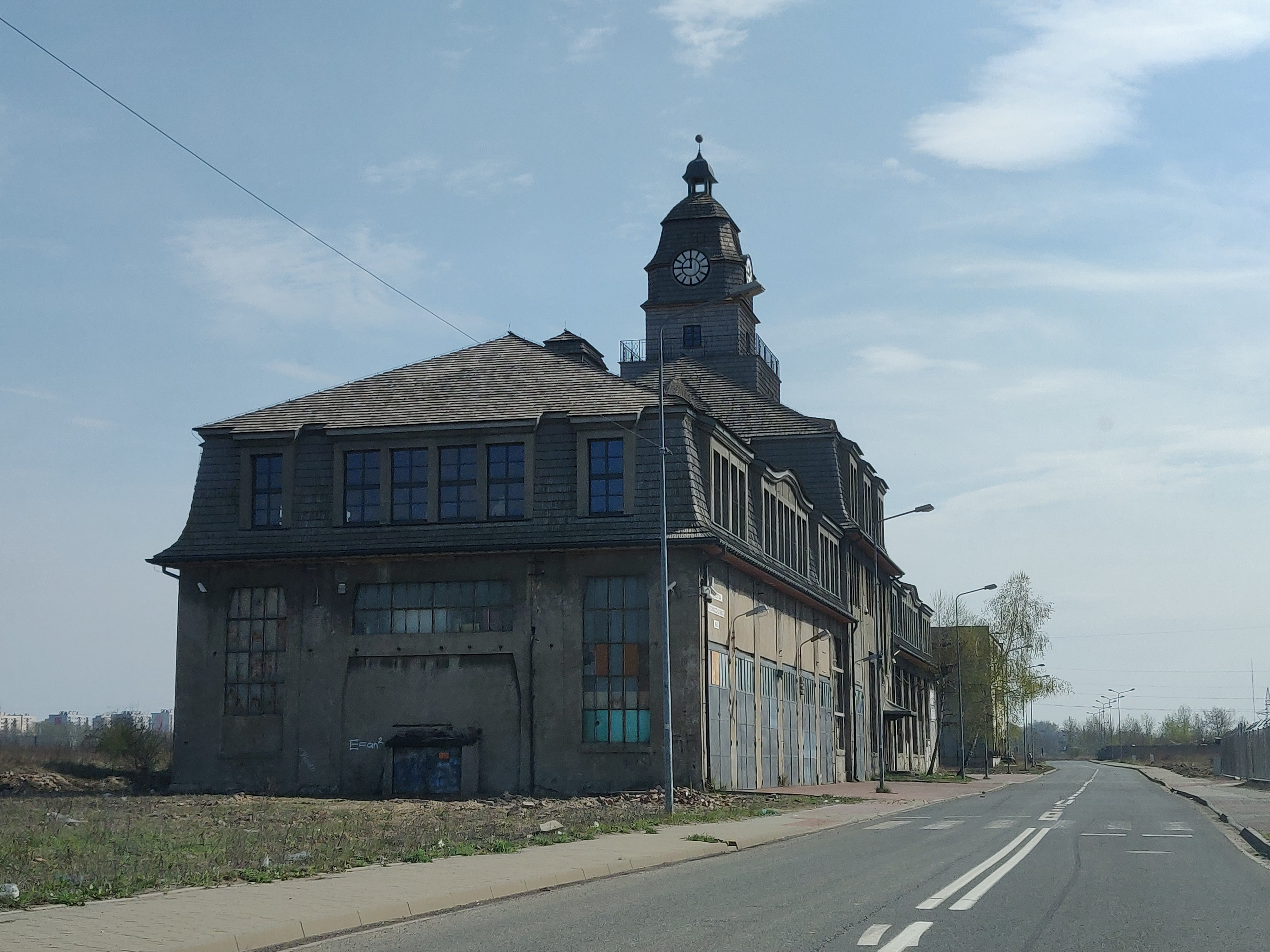
Szopienice-Burowiec (Katowice)

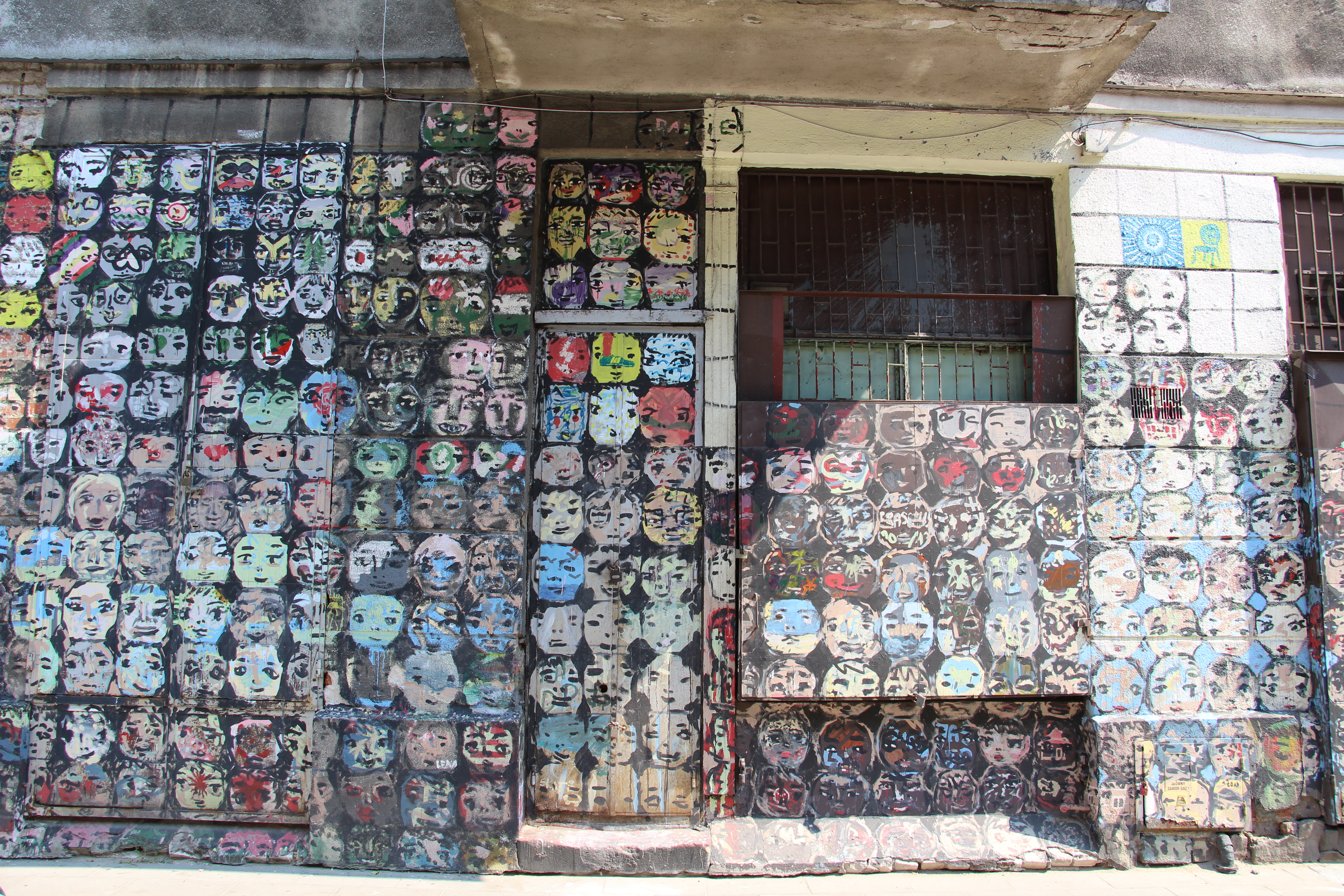
Praga (Warszawa)

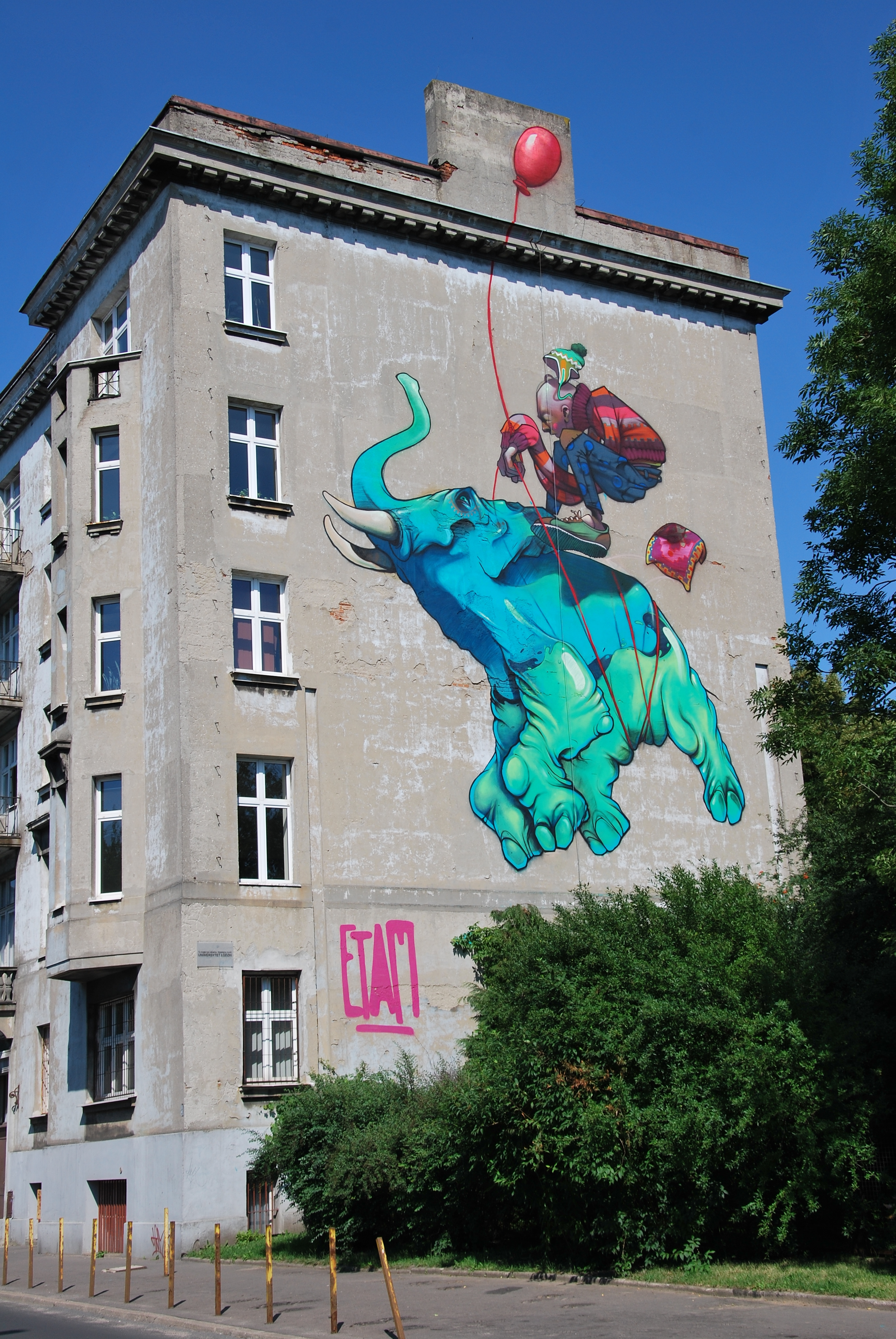
Śródmieście (Łódź)

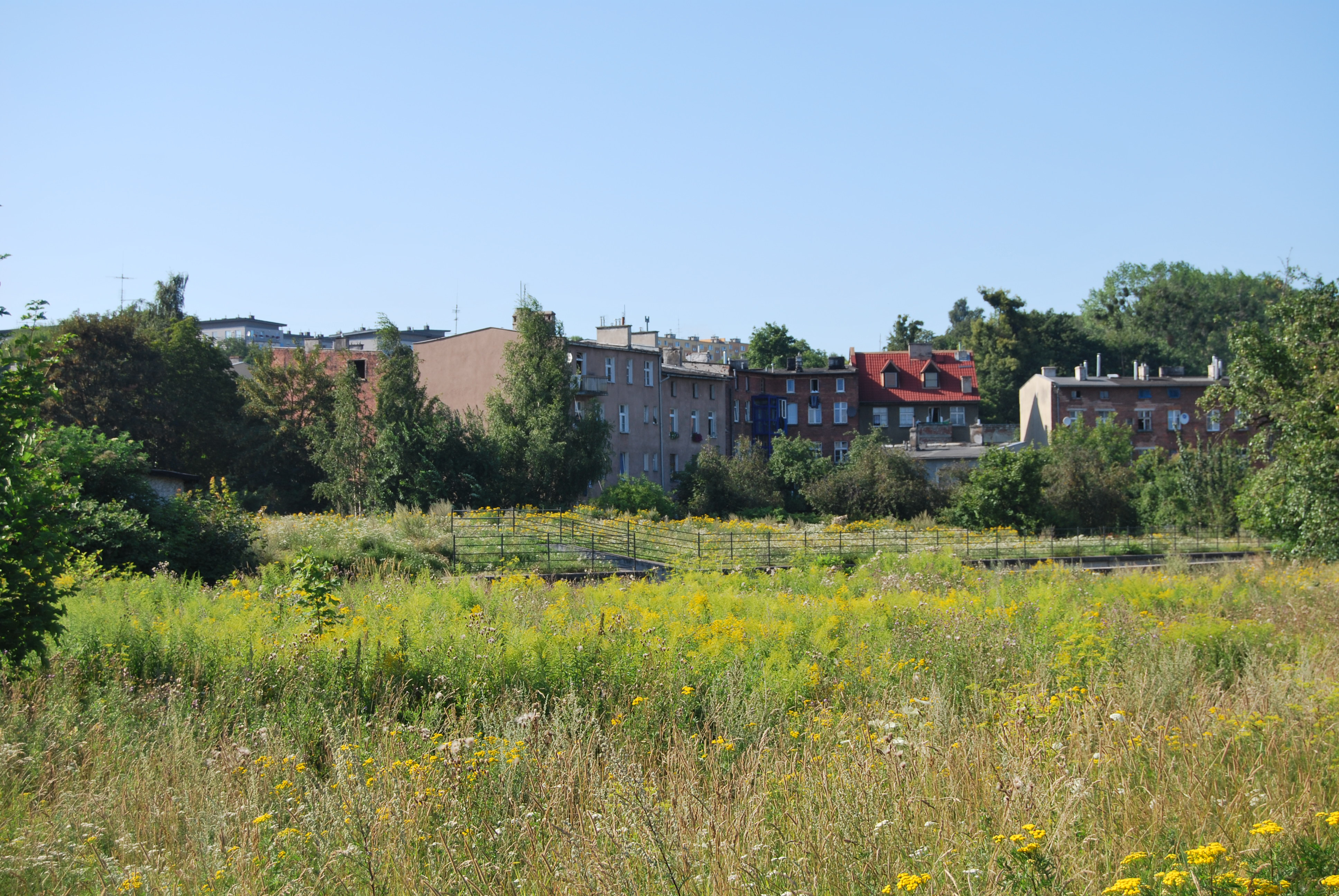
Orunia (Gdańsk)

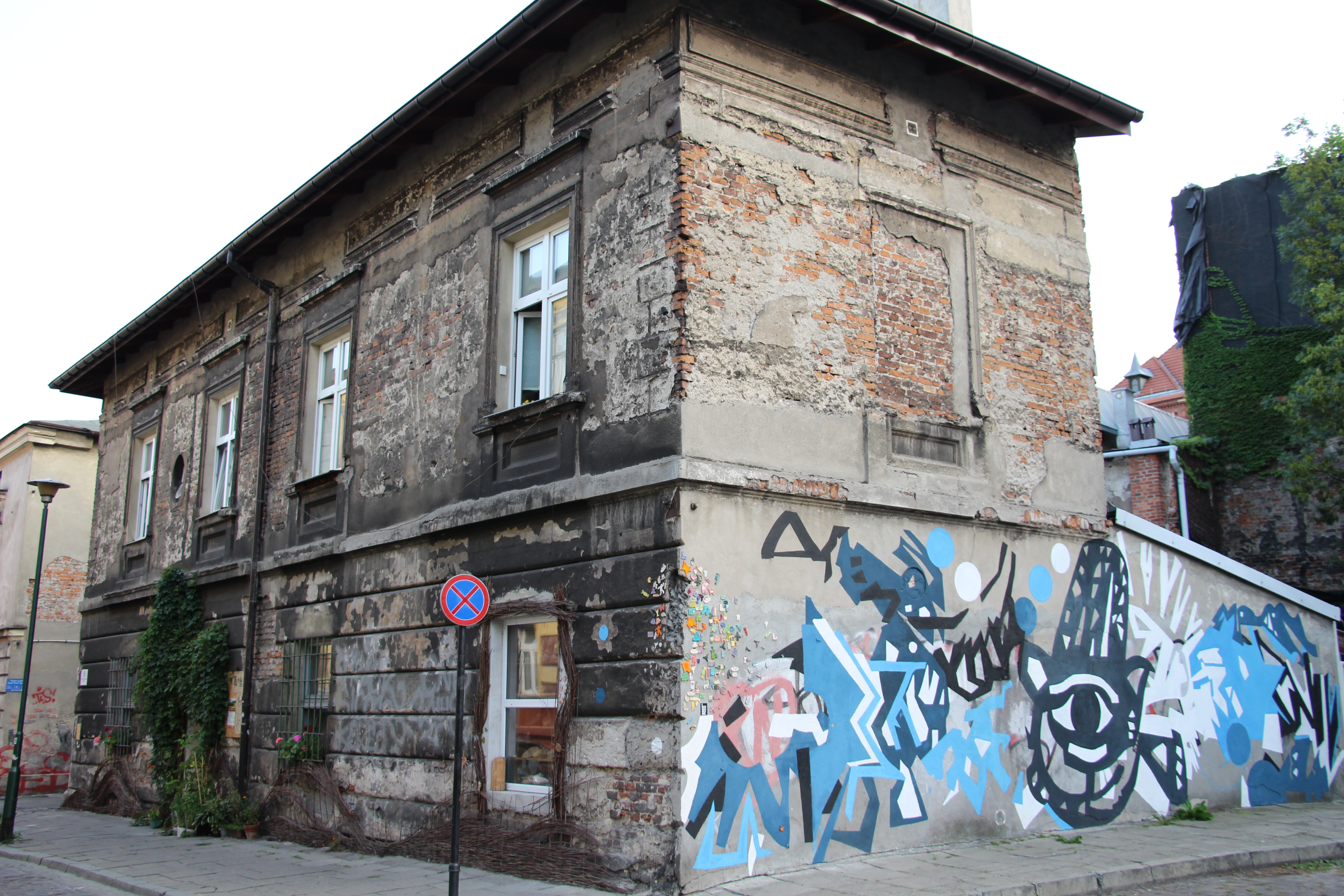
Kazimierz (Kraków)

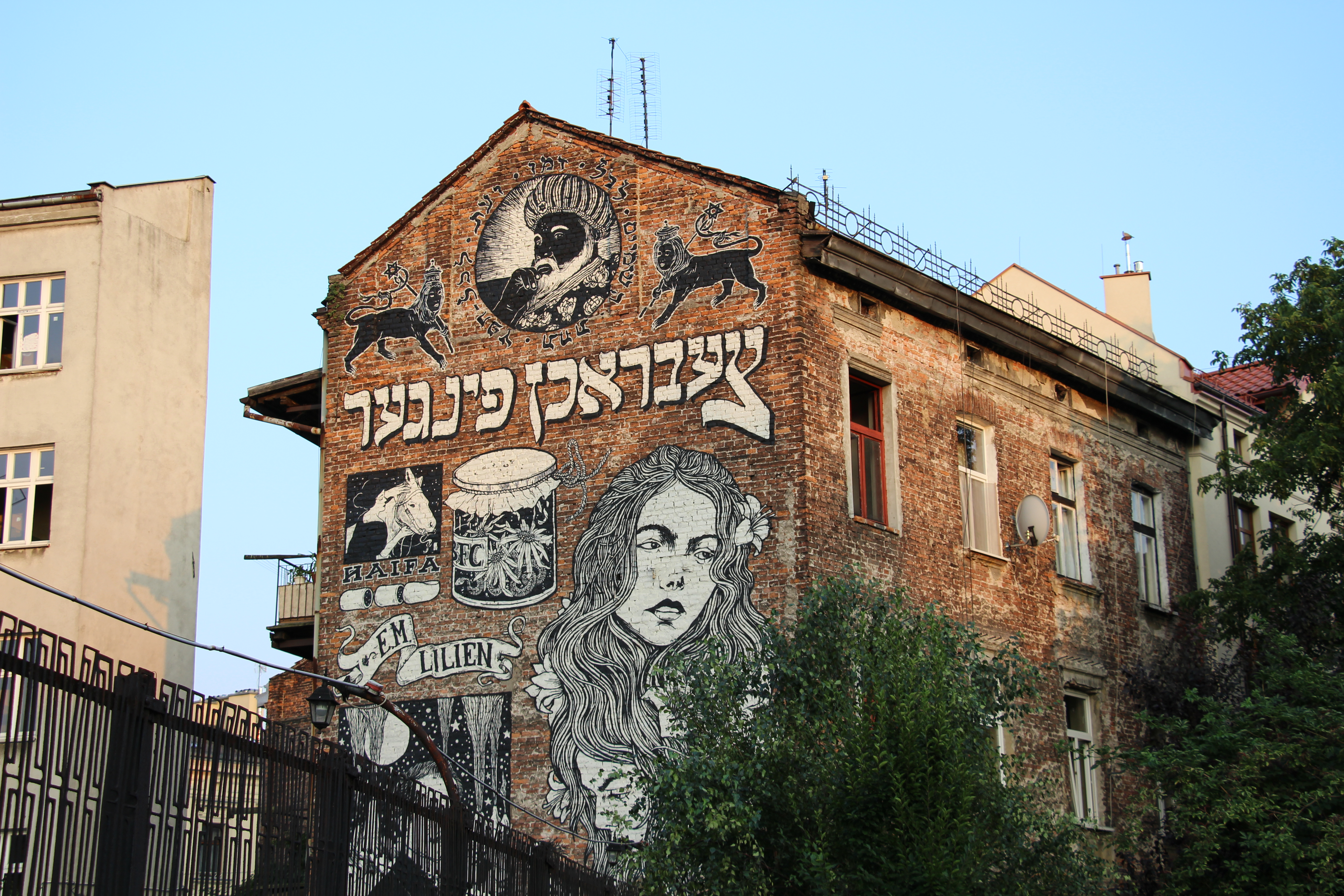
Kazimierz (Kraków)

Obszar zdegradowany – obszar, na którym zidentyfikowano stan kryzysowy. Dotyka on obszarów miejskich oraz, w mniejszym stopniu, wiejskich.
Na obszarach zurbanizowanych w skali dzielnic, a także całych miast, dochodzi do kumulacji negatywnych zjawisk społeczno-gospodarczych, przestrzennych i środowiskowych. Związane jest to z utratą dotychczasowych funkcji pełnionych przez te obszary, procesami restrukturyzacyjnymi, degradacją fizyczną zabudowy lub zmianami w formie użytkowania terenu. Do obszarów narażonych na tego typu procesy degradacji społeczno-gospodarczej i przestrzennej zaliczyć można przede wszystkim stare dzielnice śródmiejskie, osiedla w zabudowie blokowej oraz obszary poprzemysłowe, powojskowe i pokolejowe zlokalizowane na obszarach zurbanizowanych.

## Obszary zdegradowane w Koncepcji Przestrzennego Zagospodarowania Kraju 2030
W Polsce według Koncepcji Przestrzennego Zagospodarowania Kraju 2030 największa koncentracja tego typu problemów występuje na obszarze aglomeracji górnośląskiej, aglomeracji rybnickiej i na obszarach (takich jak Wałbrzych), związanych z gwałtownym ograniczeniem bądź zaprzestaniem wydobycia kopalin, również w miastach, w których nastąpił upadek istotnych dla nich gałęzi przemysłu (takich np. jak Radom, Łódź i Szczecin). Pojedyncze zdegradowane dzielnice występują we wszystkich większych ośrodkach miejskich, natomiast pojedyncze ośrodki lokalne dotknięte procesami degradacji znajdują się głównie na terenie Polski Zachodniej i Pomorza Środkowego oraz województwa warmińsko-mazurskiego. Degradacja tych obszarów związana jest często ze skutkami ich długotrwałego zagospodarowania przemysłowego, z zamieraniem tradycyjnych gałęzi gospodarki lub z ich restrukturyzacją. Utrata dotychczasowych funkcji społeczno-gospodarczych pełnionych przez miasta lub ich dzielnice prowadzi do postępującej degradacji przejawiającej się niskim poziomem przedsiębiorczości, bezrobociem, niską jakością infrastruktury, a także intensyfikacją problemów społecznych związanych z depopulacją oraz często występującą koncentracją patologii i biedy.
Poza dzielnicami zdegradowanymi w miastach na terenie Polski występują obszary zdegradowane pod względem środowiskowym, które wymagają rekultywacji i stworzenia warunków do ich ponownego zagospodarowania. Są słabo zintegrowane z tkanką urbanistyczną miast i ich obszarów funkcjonalnych.
Koncepcja wskazuje konieczność przeprowadzenia na poziomie regionalnym identyfikacji obszarów zdegradowanych, weryfikacji jakościowej ich walorów funkcjonalnych oraz wyznaczenia w planach zagospodarowania przestrzennego województw obszarów, które (na poziomie lokalnym) powinny zostać objęte kompleksowymi programami rewitalizacji/restrukturyzacji oraz regionalnymi programami inwestycyjnymi, wpisującymi się w strategię rozwoju danego miasta (łączące działania na obszarach zdegradowanych i tych dobrze rozwijających się), jak również w strategię rozwoju województwa.
Kompleksowe lokalne programy rewitalizacji powinny obejmować priorytety techniczne, przestrzenne, społeczne, kulturowe, gospodarcze i ekologiczne. Ich zakres, oprócz poprawy stanu budynków mieszkalnych oraz budynków użyteczności publicznej, powinien obejmować ochronę dziedzictwa kulturowego, zapewnienie wysokiej jakości przestrzeni publicznych, poprawę transportu publicznego, integrację społeczną mieszkańców rewitalizowanych obszarów, przywrócenie terenom zdegradowanym ich funkcji przyrodniczej lub nadanie im takiej funkcji, a także promowanie zrównoważonego rozwoju.
Działania polityki przestrzennej w odniesieniu do zdegradowanych obszarów zurbanizowanych mają na celu przywrócenie ich funkcji administracyjnych, społecznych i gospodarczych oraz stworzenie warunków sprzyjających ich powtórnemu zagospodarowaniu dzięki skorelowanym interwencjom w sferze planowania przestrzennego, inwestycjom infrastrukturalnym oraz wsparciu zasobów ludzkich i przedsiębiorczości. Działania restrukturyzacyjne i rewitalizacyjne doprowadzą do odzyskania atrakcyjności danego obszaru lub miasta, do przywrócenia korzystnych warunków życia i podejmowania działalności gospodarczej oraz inwestycyjnej z wykorzystaniem istniejącego potencjału kulturowego i zachowaniem funkcji symbolicznych oraz przyrodniczych obszaru w procesie jego adaptacji do nowych funkcji.
Jako uzupełnienie powyższych działań w ramach krajowych programów rozwoju regionalnego będą mogły być prowadzone działania interwencyjne o wieloletnim charakterze inwestycyjnym (początkowo jako działania o charakterze pilotażowym), które obejmą przede wszystkim obszary zdegradowane o największej skali problemów – głównie na obszarze aglomeracji górnośląskiej. Oprócz działań z zakresu rewitalizacji przestrzennej i społeczno-gospodarczej obszarów miejskich będą prowadzone działania służące rekultywacji terenów poprzemysłowych, umożliwiające zmianę pełnionych przez nie funkcji na określone w strategiach rozwoju danego obszaru.

## Obszary zdegradowane w ustawie o rewitalizacji
Zgodnie z ustawą o rewitalizacji obszar zdegradowany to wyznaczony obszar gminy znajdujący się w stanie kryzysowym z powodu koncentracji negatywnych zjawisk społecznych, w szczególności bezrobocia, ubóstwa, przestępczości, niskiego poziomu edukacji lub kapitału społecznego, a także niewystarczającego poziomu uczestnictwa w życiu publicznym i kulturalnym.
Oprócz występowania na danym obszarze gminy negatywnych zjawisk społecznych wyznaczenie obszaru zdegradowanego wymaga ponadto występowania na nim co najmniej jednego z następujących negatywnych zjawisk:
- gospodarczych – w szczególności niskiego stopnia przedsiębiorczości, słabej kondycji lokalnych przedsiębiorstw lub
- środowiskowych – w szczególności przekroczenia standardów jakości środowiska, obecności odpadów stwarzających zagrożenie dla życia, zdrowia ludzi lub stanu środowiska, lub
- przestrzenno-funkcjonalnych – w szczególności niewystarczającego wyposażenia w infrastrukturę techniczną i społeczną lub jej złego stanu technicznego, braku dostępu do podstawowych usług lub ich niskiej jakości, niedostosowania rozwiązań urbanistycznych do zmieniających się funkcji obszaru, niskiego poziomu obsługi komunikacyjnej, niedoboru lub niskiej jakości terenów publicznych, lub
- technicznych – w szczególności degradacji stanu technicznego obiektów budowlanych, w tym o przeznaczeniu mieszkaniowym, oraz niefunkcjonowaniu rozwiązań technicznych umożliwiających efektywne korzystanie z obiektów budowlanych, w szczególności w zakresie energooszczędności i ochrony środowiska.

Co do zasady obszar zdegradowany musi być obszarem zamieszkałym. Wyjątkowo może obejmować też tereny niezamieszkałe, np. tereny poprzemysłowe, poportowe, powydobywcze, powojskowe albo pokolejowe, o ile występują na nich negatywne zjawiska właściwe dla obszaru zdegradowanego, inne niż zjawiska społeczne i już na wczesnym etapie rewitalizacji można stwierdzić, że planowane tam działania przyczynią się do przeciwdziałania negatywnym zjawiskom społecznym na obszarze rewitalizacji.
Obszar zdegradowany może być podzielony na podobszary, w tym nieposiadające ze sobą wspólnych granic, pod warunkiem stwierdzenia na każdym z podobszarów występowania koncentracji wskazanych negatywnych zjawisk społecznych oraz gospodarczych, środowiskowych, przestrzenno-funkcjonalnych lub technicznych.
W ramach obszaru zdegradowanego określa się obszar rewitalizacji, na którym prowadzona będzie rewitalizacja. Obszarem rewitalizacji objęta zostanie ta część obszaru zdegradowanego, na której koncentracja negatywnych zjawisk jest szczególna i która zarazem ma istotne znaczenie dla rozwoju gminy.

### Wyznaczenie obszaru zdegradowanego
Wyznaczenie obszaru zdegradowanego musi zostać poprzedzone sporządzeniem przez wójta (burmistrza, prezydenta miasta) diagnozy potwierdzającej spełnienie przez obszar zdegradowany przesłanek jego wyznaczenia. Diagnozę służącą wyznaczeniu obszaru zdegradowanego opracowuje się na podstawie analiz, w których wykorzystuje się obiektywne i weryfikowalne mierniki i metody badawcze dostosowane do lokalnych uwarunkowań. Takie rozwiązanie pozwala dostosować sposób wykonania ustawy o rewitalizacji do specyfiki poszczególnych gmin.
Ustawa przewiduje obowiązek przeprowadzenia w toku wyznaczenia obszaru zdegradowanego konsultacji społecznych w sposób ułatwiający zrozumienie prezentowanych treści i odniesienie się do nich oraz zapewniający udział w nich możliwie szerokiego grona interesariuszy. Ponadto już na etapie wyznaczania obszaru zdegradowanego można powołać Komitet Rewitalizacji, który stanowi forum współpracy i dialogu interesariuszy z organami gminy w sprawach dotyczących przygotowania, prowadzenia i oceny rewitalizacji oraz pełni funkcję opiniodawczo-doradczą wójta (burmistrza, prezydenta miasta).
Wyznaczenie obszaru zdegradowanego i obszaru rewitalizacji następuje w drodze uchwały, podjętej przez radę gminy z własnej inicjatywy albo na wniosek wójta (burmistrza, prezydenta miasta). Przed przyjęciem uchwały jej projekt podlega konsultacjom społecznym. Uchwała wyznaczająca obszar zdegradowany i obszar rewitalizacji, jako akt prawa miejscowego może zostać zaskarżona przez osoby wykazujące w tym zakresie interes prawny.
Do 31 grudnia 2023 roku w gminach, w których przed dniem wejścia w życie ustawy o rewitalizacji przyjęto w drodze uchwały rady gminy program zawierający działania służące wyprowadzeniu obszaru zdegradowanego ze stanu kryzysowego, bez uchwalania gminnego programu rewitalizacji – dopuszcza się realizację przedsięwzięć wynikających z przyjętego programu, jednak bez możliwości wyznaczenia obszaru zdegradowanego i obszaru rewitalizacji w rozumieniu ustawy o rewitalizacji. Nie dotyczy to sytuacji, w której program uchwalony przed dniem wejścia w życie ustawy zawiera co najmniej opis procesu wyprowadzania ze stanu kryzysowego obszarów gminy oraz diagnozę pozwalającą na wyznaczenie obszaru zdegradowanego i obszaru rewitalizacji.

## Dane statystyczne
Badania statystyczne dotyczące realizacji przez gminy różnych form rewitalizacji wskazują, że w 2017 roku w Polsce spośród 1404 gmin, które podały informacje o wyznaczeniu obszaru zdegradowanego, 1387 podało jego powierzchnię, wobec czego sumaryczna powierzchnia obszarów zdegradowanych wyniosła 33,5 tys. km². Liczbę mieszkańców obszaru zdegradowanego podały 1353 gminy. Mieszkało w nich 8853 tys. osób. Liczba mieszkańców zamieszkujących obszar zdegradowany wahała się od kilkudziesięciu osób do niemal 270 tys. osób. Udział wskazanych przez gminy powierzchni obszarów zdegradowanych w powierzchni tych gminy ogółem kształtował się w 2017 roku na poziomie 19,8%. W gminach posiadających wyznaczone obszary zdegradowane udział mieszkańców zamieszkujących te obszary w ludności tych gmin ogółem kształtował się na poziomie 31%.
Największe obszary zdegradowane zostały wyznaczone na obszarze gmin wiejskich oraz miejsko-wiejskich, najmniejsze natomiast na obszarze gmin miejskich. Na terenie miast na prawach powiatu powierzchnia obszaru zdegradowanego wynosiła średnio 1680 ha. W gminach miejskich przeciętna liczba mieszkańców obszaru zdegradowanego wynosiła blisko 1,5 przeciętnej wartości krajowej. W miastach na prawach powiatu liczba mieszkańców obszaru zdegradowanego stanowiła ponad 8-krotność wartości średniej.